# Политическое консультативное совещание
Политическое консультативное совещание (кит. упр. 政治协商会议, 10-31 января 1946) — совещание представителей основных политических сил Китая, состоявшееся в январе 1946 года в Чунцине.

## Предыстория
Подписанное представителями КПК и Гоминьдана 10 октября 1945 года соглашение предусматривало, помимо прочего, созыв в январе 1946 года Политического консультативного совещания с участием всех партий и политических групп, на котором предстояло обсудить реорганизацию политической системы страны, вопрос о созыве Национального собрания и о создании коалиционного правительства.

## Участники Совещания
В совещании приняли участие представители следующих общественных сил Китая:
- гоминьдан — 8
- КПК — 7
- Демократическая лига Китая — 9
- Младокитайская партия — 5
- видные беспартийные общественные деятели — 9

## Ход Совещания

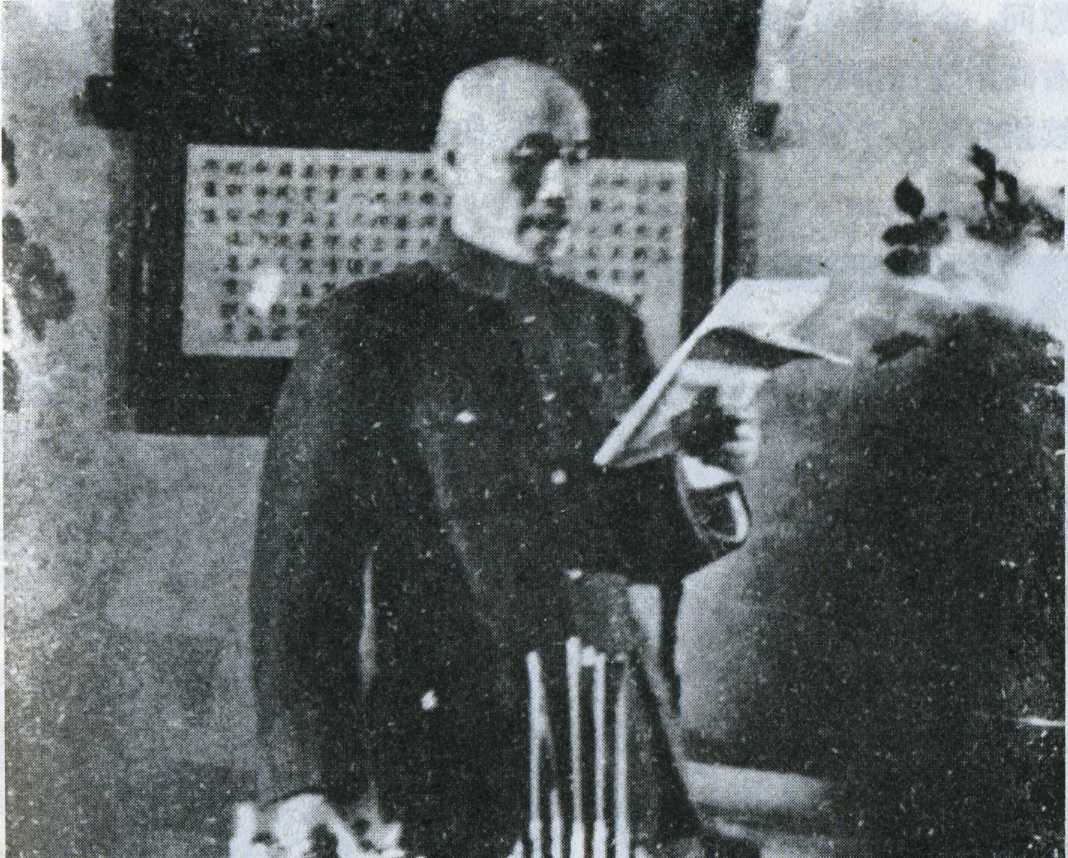
Чан Кайши выступает на открытии Политического консультативного совещания

Совещание начало работу 10 января 1946 года в Чунцине. В своей речи на открытии Чан Кайши торжественно обещал гарантировать народу демократические свободы, признать равноправие всех политических партий, осуществлять местное самоуправление и выборность всех органов власти, освободить всех политических заключённых.
Усилиями делегаций компартии и Демократической лиги, а также отдельных общественных деятелей, на сессии Совещания был принят ряд важных решений по военным вопросам, по проекту конституции, о реорганизации правительства (в нём членам гоминьдана отводилась лишь половина постов), была одобрена программа мирного строительства государства и т. п. Работа совещания продолжалась до 31 января 1946 года.

## Итоги и последствия
Несмотря на обещания, которые дал Чан Кайши на открытии Совещания, гоминьдановские спецслужбы 10 февраля совершили нападение на участников собрания общественности Чунцина, посвящённое завершению работы Совещания. Агентами гоминьдановской охранки были зверски избиты 60 человек, в том числе Го Можо, Ли Гунпу, Ма Инчу и другие. Дальнейшие события показали, что Гоминьдан фактически нацелился на срыв решений Совещания. Чжоу Эньлай, являвшийся представителем компартии в Чунцине, созвал 4 апреля 1946 года пресс-конференцию для китайских и иностранных журналистов, на которой привёл факты нарушения Чан Кайши решений Совещания, и призвал союзные государства (в первую очередь — США) воздержаться от предоставления помощи китайскому правительству, поскольку эта помощь, фактически, идёт на укрепление диктатуры гоминьдана. Однако этот призыв был проигнорирован, и летом в стране развернулась полномасштабная гражданская война.